# Renoncule tête d'or
Ranunculus auricomus
Espèce
Classification phylogénétique
La Renoncule tête d'or (Ranunculus auricomus) est une espèce de plantes herbacées à souche vivace de la famille des Renonculacées.

## Description
Cette renoncule que l'on pourrait prendre pour un « bouton-d'or » présente deux particularités : il lui manque souvent un ou deux pétales sur les cinq normalement présents ou bien ils sont plus ou moins atrophiés et elle possède deux types de feuilles très différentes : les basales pétiolées, divisées mais arrondies, les caulinaires finement divisées acuminées.

## Floraison
Mars à juin. 

## Habitat
Plante de mi-ombre sur sol frais. Forêts et lisières. Dans toute l'Europe.

## Aire de répartition
Largement répandue en Europe.